# Хвјездославов
Хвјездославов (слч. Hviezdoslavov, мађ. Hviezdoslavfalva) насељено је мјесто са административним статусом сеоске општине (слч. obec) у округу Дунајска Стреда, у Трнавском крају, Словачка Република.

## Становништво
| Година:    | 1994. | 2004.    | 2014.     | 2024.     |
| ---------- | ----- | -------- | --------- | --------- |
| Број људи: | 270   | 359      | 974       | 3772      |
| Разлика:   |       | +32,96 % | +171,30 % | +287,26 % |

| Година:    | 2023. | 2024.   |
| ---------- | ----- | ------- |
| Број људи: | 3446  | 3772    |
| Разлика:   |       | +9,46 % |

Према подацима о броју становника из 2011. године насеље је имало 643 становника.